# Јахта Истранка
Јахта Истранка саграђена 1896. године у Трсту, служила је у саставу флоти Аустроугарске, Краљевине СХС/Југославије, Италије, Уједињеног Краљевства и СФР Југославије. У почетку, у доба Аустроугарске, на њој су пловили Хабзбурзи и остали аустријски великодостојници.
У 80-им годинама претворена је у брод-ресторан у Сплиту, а након настанка Хрватске лежи напуштена насукана на морској обали.
Током своје дуге историје мењала је имена у Осеро (итал. Ossero), СМ Јахт Далмат,, Вила, Фата (итал. Fata), Орјен, и на крају Истранка.

## Историја

### Аустроугарска
С навоза тршћанског бродоградилишта – Стабилименто текнико Триестино, 6. јула 1896. године запловила је модерна и лепа јахта Осеро чији је први власник био аустријски надвојвода Карло Стефан Хабзбуршки, непосредни потомак аустријског цара Леополда II и блиски рођак тадашњег цара и краља Франца Јозефа I. Нову јахту покретао је парни строј од 450 КС, а пловила је брзином од 11 чворова. Брод дугачак око 44 метра био је једна од три најљепше приватне јахте у тадашњој великој држави.
Карло Стефан био је напросто заљубљен у Вели Лошињ где је често и дуго боравио са својом бројном обитељи – супруга Марија Терезија и шесторо дјеце. У Велом Лошињу саградио је себи дворац, данашње лечилиште, а због његових честих долазака и јахта Осеро била је често усидрена, или привезана, у луци Малог Лошиња. Љубав надвојводе Стефана према Велом Лошињу показује и податак да је тај градић одабрао за матичну луку своје јахте, регистриравши га у тамошњој лучкој капетанији. Уосталом, и назив јој је дао по оближњем Осору.
Карло Стефан је продао брод – јахту Осеро купила је 1899. године аустроугарска ратна морнарица. Купопродаја је обављена 31. октобра 1899. године, брод добива ново име – С. М. Јахт Далмат и постаје јахта његова царског и краљевског височанства.
Брод је поново тестиран 20. новембра и том приликом постигао је максималну брзину од 10,8 чворова, а од 21. новембра добива нову матичну луку – Задар. Морнаричко заповедништво дало је велико значење новонабављеној јахти, па је за њеног заповедника именован Андреас Хофер, дотадашњи заповједник бојног брода Принц Еуген.
Након промене власника чини се да Далмат није превише пловио, али је зато добро одржаван па је на њему крајем 1909. и почетком 1910. године у Пули направљен већи ремонт. Од тада углавном га је користио надвојвода и престолонасљедник Франц Фердинанд. На њему је, у јулу 1914. године из Пуле испловио на своје последње путовање. Франц Фердинанд искрцао се у Метковићу и влаком отпутовао у Босну, а јахта га је чекала. Познато је да је он тамо и убијен. Тела Франца Фердинанда и његове супруге Софије укрцана су на палубу Далмата, па потом прекрцана на Вирибус Унитис.

### Први и Други светски рат
Почетком Првог светског рата Далмат је отпловио у Боку, у Ђеновић, где је за време рата претворен у заповедни брод флотиле подморница. Након слома Аустроугарске и настанка нове држааве, Далмат мења заставу и име – 1920. године постаје Вила и од тада плови у саставу Ратне морнарице новостворене краљевине, најприје СХС, па Југославије. Наравно, и даље остаје јахта, и то краљевска.
Почео је још један светски рат, а нови господари Јадрана, односно освајачи његових источних обала, преузимају краљевски брод. Већ на почетку рата 1941. године у Тивту се поново мења застава и назив брода – преузимају га Италијани и називају га Фата. А, како се мења ратна срећа и односи на бојишници, тако се судбина поиграва и с бродом чију историју пратимо. Италија је капитулирала 1943. године, брод преузимају Британци и на Малти га уводе у састав своје краљевске флоте. Јасно, то још није крај.

### СФРЈ
Новонастала федеративна Југославија преузима брод у августу 1945. године. И она га уводи у састав ратне морнарице, те му даје име Орјен. Садашњи назив Истранка брод је добио 1954. године, из чега произлази да је с њим најдуже пловио, односно да му је најдуже стајао исписан по боку. Негде почетком седамдесетих година прошлог века Истранка постаје власништво сплитске твртке Унион Далмација и постаје брод ресторан, с везом на сплитској риви. Крајем осамдесетих, већ посве у лошем стању, Истранка нестаје из луке. Многи су помислили да је то њен крај.

## Скорашње време
Убрзо потом пристижу најаве новог живота старог брода. Истранку купују Дује Крстуловић, познати сплитски кошаркаш и Стипе Тољ, Далматинац на раду у Шведској. Купили су је за 507 милиона ондашњих динара. Нови власници обзнањују да ће брод темељно реконструисати и обновити, споља сачувати аутентичан изглед, а његову унутрашњост претворити у савремено опремљен брод-хотел намијењен крстарењима богате клијентеле. Најавили су такође да ће броду вратити стари назив – Далмат. Али, дошао је још један рат. Истранка је остала заборављена и запуштена у Светом Каји, убрзо је додирнула морско дно и, чинило се, заувијек је изгубљена.
Данас се планира санација брода и излегање у неком музеју, будући да је то последњи преживели брод ц. и кр. морнарице.